# Дейвід Джерролд
Дейвід Джерролд (англ. David Gerrold; 24 січня 1944 року, Чикаго, США) — американський письменник, пише в жанрах наукової фантастики та фентезі. Широко знаний як сценарист популярних телевізійних серіалів «Star Trek», «Animated», «Сутінкова зона», «Land of the Lost», «Вавилон-5», «Ковзуни», «Втеча Логана» і «Tales From The Darkside».

## Біографія
Джерролд Дейвід Фрідман народився 24 січня 1944 року в Чикаго (штат Іллінойс). Навчався в університеті Південної Каліфорнії й Університеті штату Каліфорнія в Нортріджі за напрямками журналістика, кінематограф і театральне мистецтво. Після навчання Джерролд працював помічником керуючого у відділі іграшок універмагу, в книжковому магазині «для дорослих», продюсером на телебаченні, вів колонки рецензій в науково-фантастичних журналах «Зоряний лог» і «Галілео», колонку в комп'ютерному журналі «Профайлс». У вересні 1966 року Джерролд написав сценарій для епізоду тв-серіалу «Зоряний шлях» під назвою «Завтра було вчора» (англ. Tomorrow Was Yesterday), одна з сюжетних ліній якого згодом була перероблена в повноцінну серію і екранізована під назвою «Проблема з трибблами» (англ. The Trouble With Tribbles), ставши, згідно з думкою «Paramount Pictures», найпопулярнішою серією за всю історію існування цього телешоу. З 1976 року протягом кількох років асистенткою Джерролда працювала Діана Дуейн, яка надалі сама стала відомою письменницею. З 1982 по 1999 рік Джерролд вів курс для сценаристів в університеті Малібу.

## Нагороди
- 1965 — приз асоціації «Educational Film Library» за 10-хвилинну короткометражку «A Positive Look At Negative Numbers» (для «Sigma Educational Films»).
- 1979 — Меморіальна премія імені Едварда Е. Сміта «Небесний жайворонок»[3].
- 1994 — Премія «Неб'юла» у номінації Коротка повість (Novellette) за «Марсіянське дитя» (англ. The Martian Child, 1994 рік).
- 1995 — Премія «Локус» (англ. Nebula Award) у номінації Коротка повість (Novellette) за «Марсіянське дитя»(англ. The Martian Child, 1994 рік).
- 1995 — Премія «Г'юго» в номінації коротка повість (Novellette) за «Мій син — марсіанин»(англ. The Martian Child, 1994 рік).
- 1995 — Премія «HOMer» за новелу «Марсіянське дитя» (1994).